# Fångarna på fortet (sällskapsspel)
Fångarna på fortet är ett sällskapsspel för 3-6 spelare som gavs ut i Sverige 1993 där handlingen utspelas på Fort Boyard producerat av Olsen. I spelet ska spelarna utföra uppgifter eller först få tag i ett uppgiftskort. Det finns också gåtor hos Fader Fouras. Vinnaren ska hitta fyra nycklar som går till skattkistan. När skattkistorna har öppnats ska man hämta så mycket pengar som möjligt innan tigrarna släpps.